# Hulda Rautenberg
Hulda Anna Charlotte Rautenberg (* 29. September 1913 in Bergedorf bei Hamburg; † 18. Juni 2002 in Flintbek bei Kiel) war eine deutsche Lehrerin, Sekretärin, Journalistin und Autorin. Sie war zwischen 1935 und 1967 in Südwestafrika (dem späteren Namibia) tätig und schrieb unter anderem ein umfangreiches Buch über die Geschichte von Swakopmund.

## Biografie
Hulda Rautenberg war das jüngste der vier Kinder von Oberregierungsrat Ernst Otto Rautenberg und seiner Frau Charlotte (geb. Voigt). Ihre Brüder waren Christian Friedrich (Maler) und Heinz Otto (Historiker). Vor ihrer Geburt war der Großvater Ernst Theodor Rautenberg als Gymnasialprofessor und Schulleiter sowie nach seiner Pensionierung Mitglied der Kommission des Hamburger Museums für Völkerkunde gewesen.
Die Schwester Gesa heiratete 1927 den Maler Paul Kälberer, den sie beim Kunststudium in Berlin kennengelernt hatte. Im selben Jahr schuf Kälberer im Stil der Neuen Sachlichkeit das Bild „Hulda Rautenberg mit langem Zopf“. Zusammen mit anderen Werken Kälberers wurde es nach 1937 in einer Bilderverbrennung zerstört. Mindestens ein weiteres Werk von 1950, „Dame mit weißer Bluse und roter Jacke (Hulda Rautenberg)“, zeigt sie ebenfalls.
Rautenberg bestand 1933 das Abitur an der Luisenschule und schloss eine einjährige Ausbildung zur Kolonialwirtin an der Kolonialen Frauenschule Rendsburg an. Diese Ausbildung umfasste hauswirtschaftliche, handwerkliche und landwirtschaftliche Kenntnisse, die auf eine Tätigkeit insbesondere in den ehemaligen deutschen Kolonien vorbereiten sollte. Nach einem Praktikum in Kärnten besuchte sie im Winter 1934/35 die Handelsschule Rackow in Hamburg, wo sie in Maschinenschreiben, Stenographie und englischer Handelskorrespondenz ausgebildet wurde. 1935 ging sie als Hauslehrerin für zwei Jahre nach Südwestafrika. 1937 kehrte sie zunächst nach Deutschland zurück, berichtete an der Kolonialschule über ihre Erfahrungen und arbeitete als Helferin im Städtischen Krankenhaus Rendsburg. 1938 kam sie mit einem Zweijahresvertrag als Büroangestellte wieder nach Südwestafrika. Wegen des Ausbruchs des Zweiten Weltkrieges konnte sie nicht zurückreisen und blieb bis 1944 auf der Stelle im Distrikt Mariental tätig. 1945 trat sie eine Stelle als Sekretärin bei der Firma Woermann Brock & Co. in Swakopmund an, wo sie bis 1961 tätig war. Zusätzlich arbeitete sie als Büroangestellte für die Handelskammer von Swakopmund. In diesen Jahren unternahm sie kürzere Reisen nach Deutschland und Südafrika. Sieben Jahre lang war sie Lokalkorrespondentin der Allgemeinen Zeitung. Sie verfasste außerdem Beiträge für die von Ferdinand Lempp gegründete Kulturzeitschrift „Der Kreis“, wo sie auch für zwei Hefte die redaktionelle Verantwortung hatte.
Bereits während des Weltkrieges begann sie, sich künstlerisch zu betätigen. Neben gestickten Wandteppichen schuf sie Aquarelle, Zeichnungen und Mosaike. Sie beteiligte sich an Ausstellungen in Windhoek und stellte während einer Deutschlandreise auch in ihrem Geburtsort Bergedorf aus. Die Allgemeine Zeitung druckte 1954 und 1955 einige ihrer Illustrationen ab. Rund 50 Arbeiten wurden im Februar 1961 in einer Ausstellung im Swakopmund Museum ausgestellt und von der Öffentlichkeit positiv aufgenommen.
Im Juli 1961 folge Rautenberg einer dringenden Bitte der Mutter, nach Deutschland zurückzukehren, um den schwer erkrankten Vater zu pflegen, der noch im selben Jahr verstarb. 1962 trat sie eine Stelle in der Firma Woermann & Co. in Hamburg an, wo sie in der Export-Abteilung für Namibia tätig war. Durch ein Stipendium des Industriellen Erich Lübbert konnte sie von Herbst 1966 bis Sommer 1967 nochmals nach Namibia reisen, um dort ihr Buch zur Geschichte Swakopmunds fertigzustellen, das sie 1960 mit Recherchen im Staatsarchiv Windhoek begonnen hatte. Dazu angeregt worden war sie durch Alfons Weber, Leiter des Swakopmund Museums und der Wissenschaftlichen Gesellschaft Swakopmund. 1968 setzte sie ihre Tätigkeit für Woermann & Co. als Abteilungsleiterin und verantwortliche Sachbearbeiterin fort und blieb auch nach der Fusion mit DEKAGE zu Hansen & Söhne. 1972 wechselte sie zu einer Importfirma in Reinbek und schließlich zur Pharmazeutischen Fabrik Hermal-Chemie, bis sie 1979 in Rente ging.
Von 1979 bis 1992 kümmerte sie sich um den künstlerischen Nachlass ihres 1979 gestorbenen Bruders Christian und organisierte elf Ausstellungen. Außerdem publizierte sie einige Artikel zu geschichtlichen Themen des deutschen Kolonialismus, die in namibischen Zeitschriften erschienen. Gemeinsam mit der Agrarwissenschaftlerin und Professorin Mechtild Rommel erstellte sie ein Buch zur Geschichte der kolonialen Frauenschulen, das 1983 erschien. In ihrem Nachlass finden sich mehrere Kisten mit Recherchematerialien dazu.
Rautenberg starb im Alter von 88 Jahren.

## Nachlass und Einordnung
Rautenbergs Nachlass wurde von der Familie in mehreren Teilen an Archive gegeben. Der schriftliche Nachlass mit Briefen, Artikeln, Entwürfen und Stoffsammlungen zu ihren Veröffentlichungen ging an die Basler Afrika Bibliographien (BAB) und die Schleswig-Holsteinischen Landesbibliothek. Die Sam-Cohen-Bibliothek in Swakopmund erhielt den künstlerischen Nachlass. Dazu gehören Aquarelle, Pastelle und Zeichnungen. Rund 40 vollständig erhaltenen Tagebücher aus der Zeit von 1924 bis 1989 sind noch im Besitz der Familie Rautenberg.
Die BAB sieht die Bedeutung von Rautenbergs Nachlass darin, dass ihr Buch über Swakopmund  „zu den wenigen namibischen stadtgeschichtlichen Studien zählt“, aber auch in einer „geschlechter-geschichtlichen Perspektive“, da ihre berufliche ökonomische Selbständigkeit in Kombination mit ihrer nebenberuflichen journalistischen und geschichtsforscherischen wie auch künstlerischen Tätigkeit sie von anderen Frauen ihrer Zeit in Namibia abhebe. Ihre langjährige berufliche und private Korrespondenz in einem großen Netzwerk, sei außerdem für „transnationale oder verflechtungsgeschichtliche Forschungsfelder interessant“.
In „The Political Economy of Namibia. An annotated, critical bibliography“ würdigt Tore Linné Eriksen die akribische Quellenrecherche von Rautenberg für ihr Buch, merkt aber an, dass sie sich fast ausschließlich auf die deutsche Siedlergesellschaft konzentriert habe. Daraus ergibt sich für die BAB die Kritik, dass sie eine „deutsche, mitunter auch kolonialistische Perspektive auf die Küstenregion einnahm und Akteurinnen und Akteure der afrikanischen Bevölkerung kaum berücksichtigte“.
Die Geschichte Swakopmunds wurde in mehreren Auflagen publiziert und wird auch in neueren Veröffentlichungen zitiert. So schreibt Wiebke Schmidt in einem Beitrag in der Allgemeinen Zeitung von 2016 „[…] habe ich auf die langjährigen Vorarbeiten von Hulda Rautenberg zurückgreifen können, die für ihr Buch „Das alte Swakopmund“ in unendlicher Kleinarbeit und bewunderungswürdiger Weise Material zusammengetragen hat.“ Der Beitrag eines Tourismusportals von 2022 zum 130-jährigen Bestehen von Swakopmund würdigt die „Autorin Hulda Rautenberg, die 1967 die erste ausführliche Geschichte Swakopmunds veröffentlichte“.

## Publikationen (Auswahl)

### Bücher
- Hulda Rautenberg: Das alte Swakopmund: 1892–1919. Swakopmund zum 75. Geburtstag. International Lions Club, Swakopmund 1967, DNB 457887036.
- Mechtild Rommel, Hulda Rautenberg: Die kolonialen Frauenschulen von 1908–1945. In: Der Tropenlandwirt, Beiheft. Band 16. Gesamthochschule Kassel, 1983, ISSN 0173-4091, DNB 840411227.

### Artikel (Auswahl)
- Reichsautobahn - afrikanisch gesehen. In: Die Frau und die Kolonien. Band 1, 1938, S. 8–9.
- Wiedereröffnung des Swakopmunder Museums. In: Allgemeine Zeitung. Windhoek 14. Dezember 1953, S. 5.
- Im Swakoptal auf historischen Spuren. In: Der Kreis. Band 3, Nr. 10/11. John Meinert, Windhoek 1960, S. 370–371.
- Eugen Albert von Broen. Ein Beitrag zur Geschichte von Swakopmunds Anfangszeit. In: Namib und Meer. Band 9, 1981, S. 19–26.